# Aldo Tardozzi
Aldo Tardozzi (Zagreb, 29. kolovoza 1974.), hrvatski je redatelj, glumac i scenarist. 

## Životopis
Studirao je filozofiju na Filozofskom fakultetu Družbe Isusove u Zagrebu, a 2001. diplomirao je Filmsku i TV režiju na Akademiji dramske umjetnosti u Zagrebu. Sudjeluje u radu animacijske radionice SC-a, dvije godine piše i producira reklame na Radiju 101 i koproducira popularnu emisiju Žutica. Pohađa međunarodne seminare za dokumentarni film i scenarij u Grožnjanu i kao gost na UCLA-u u klasi prof. Lewa Huntera. Godine 2010. sudjelovao je u radu međunarodne produkcijske radionice Production Value.
Režirao je nagrađivane dokumentarne filmove Terra roza, Početak jednog lijepog prijateljstva, Priča iz Nunića, Ode Eddy te igrane serije Mrtvi kutovi, Bibin svijet, Periferija city, Dome, slatki dome, Dnevnik plavuše… Godine 2011. režirao je svoj debitantski dugometražni igrani film Fleke koji je nagrađen na Kanadskom filmskom festivalu (nagrada Rising Star, Posebno priznanje žirija) i prikazan na brojnim domaćim i svjetskim festivalima (Sarajevo Film Festival, Međunarodni filmski festival u Varšavi, Međunarodni filmski festival u New Yorku). Njegovi tekstovi o filmu objavljivani su u časopisima Filmski ljetopis i Zapis.
Ima hrvatsko i talijansko državljanstvo.

## Filmografija

### Redatelj i scenarist
- "Gora" (2023.)
- "Mrkomir Prvi" (2021. – još traje)
- "Minus i plus" (2021.)
- "A bili smo vam dobri" (2021.)
- "Ko te šiša" (2018. - 2020.)
- "Siguran let" (2017.)
- "U boj" (2016.)
- "Vatre ivanjske" (2015.)
- "Otok ljubavi" (2014.)
- "Larin izbor" (2012.)
- "Zagrebačke priče vol. 2" (2012.)
- "Mucica" (2012.)
- "Brak je mrak" (2012.)
- "Fleke" (2011.)
- "Bibin svijet" (2006. - 2011.)
- "Snapshot" (2011.)
- "Bitange i princeze" (2008. - 2010.)
- "Periferija City" (2010.)
- "Dnevnik plavuše" (2010.)
- "Dome, slatki dome" (2010.)
- "Ljubavni život domobrana" (2009.)
- "Čovjek ispod stola" (2009.)
- "Dolina sunca" (2009.)
- "Cimmer fraj" (2007.)
- "Zamjena" (2006.)
- "Nemam ti što lijepo reći" (2006.)
- "Ode Eddy" (2006.)
- "Eine Krone für Isabell" (2006.)
- "Mrtvi kutovi" (2005.)
- "Ultimate Force" (2005.)
- "Pusca Bistra" (2005.)
- "The Fever" (2004.)
- "Kći mušketira" (2004.)
- "Dream Warrior" (2003.)
- "Svjetsko čudovište" (2003.)
- "Prica iz Nunica" (2000.)
- "Terra roza" (2000.)
- "Početak jednog lijepog prijateljstva" (1998.)

### Televizijske uloge
- "Bitange i princeze" kao Indijanac (2008.)

## Vanjske poveznice
- Aldo Tardozzi u internetskoj bazi filmova IMDb-u (engl.)